# Insektensammlung

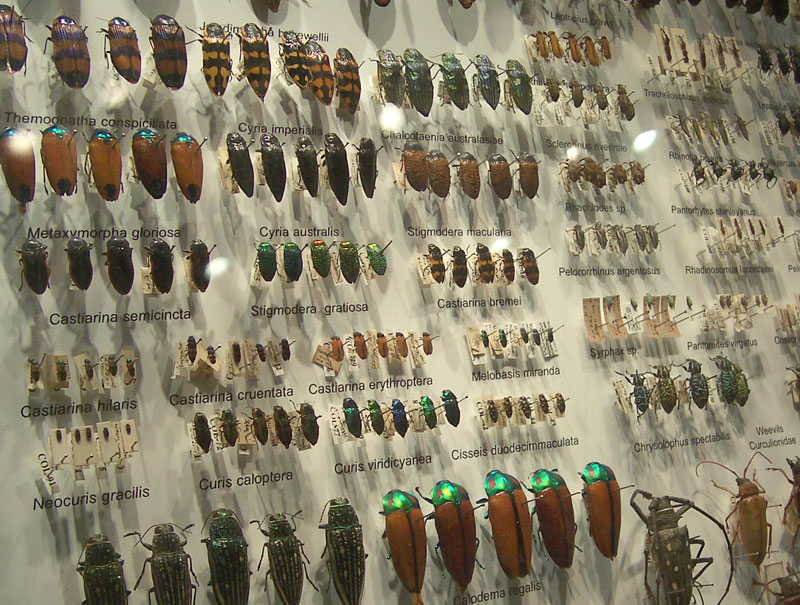
Käfersammlung des Melbourne Museum, Australien

Eine Insektensammlung ist eine Sammlung toter und präparierter Insekten, die aus wissenschaftlichem Interesse oder ästhetischen Gründen angelegt wird. Die meisten Insekten können wegen des harten Außenskeletts relativ einfach als Trockenpräparate aufbewahrt werden und bei sachgemäßer Unterbringung sehr lange, auch mehrere Jahrhunderte, überdauern.

## Methodik
Die bekannteste und von Amateur-Entomologen auch überwiegend angelegte Form der Insektensammlung ist die Sammlung von Trockenpräparaten. Die meisten Käfer, Schmetterlinge, Hautflügler, Zweiflügler, Wanzen sowie einige andere Gruppen behalten nach dem Tod und Eintrocknen ihre äußere Form bei, so dass die zur Bestimmung notwendigen Merkmale noch erkennbar bleiben.
Voraussetzung für erfolgreiche Präparierung ist die sachgemäße Tötung des Insekts, die zumeist mit Ethylacetat erfolgt. Um die Tiere von allen Seiten betrachten zu können, gleichzeitig aber vor Beschädigung zu schützen, gibt es verschiedene Verfahren: Das Insekt wird auf eine Nadel aufgespießt oder auf ein Plättchen aus Pappe geklebt, das auf eine Nadel gesteckt wird. Sehr kleine Tiere werden auf extrem dünne Minutiennadeln gesteckt, die ihrerseits mit einem Pappplättchen auf einer Nadel befestigt werden. In manchen Fällen kommt auch die Einbettung in Gießharz in Frage, vor allem bei Typenmaterial, für das der langfristige Schutz vor Beschädigung besonders wichtig ist.
Die genadelten Insekten werden mit einem Fundortetikett versehen, das Auskunft über Datum und Ort des Fundes gibt, meist auch den Sammler angibt und in einen staubdicht schließenden Schaukasten  genormter Größe, dessen Boden mit Styropor ausgelegt ist, gesteckt. Der Deckel des Insektenkastens ist meist verglast.
Andere Formen der Insektensammlung sind Flüssigpräparate, die in Alkohol eingelegt werden. Dies erfolgt bei weichhäutigen Insekten wie etwa Eintagsfliegen, Pflanzenläusen oder Netzflüglern. Von sehr kleinen Insekten wie beispielsweise Fransenflüglern oder Tierläusen schließlich werden meist mikroskopische Präparate angefertigt.

## Verbreitung des Insektensammelns

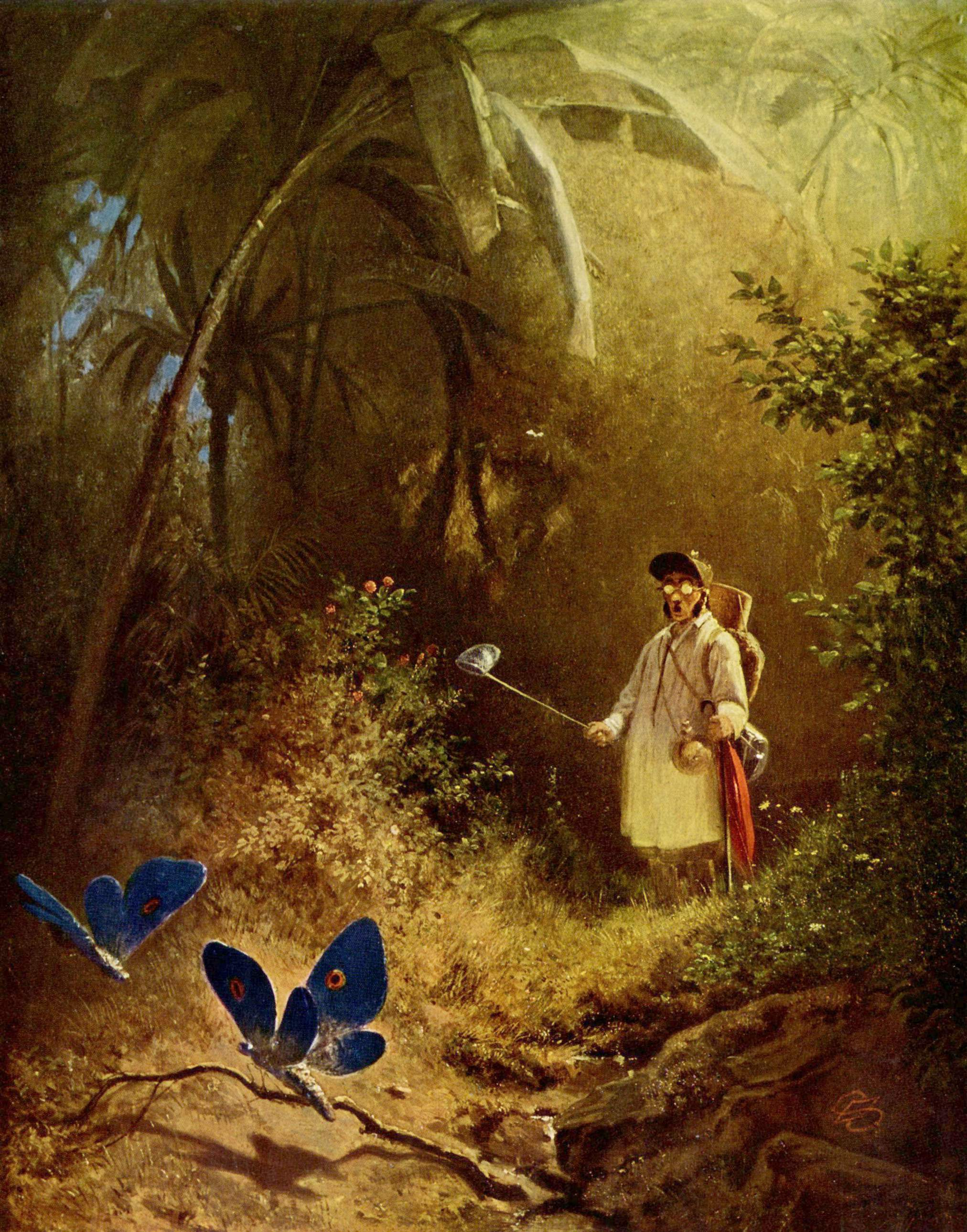
Der Schmetterlingsfänger
(Carl Spitzweg, 1840)

Mit der Entstehung der Entomologie als eigene Wissenschaft im 18. Jahrhundert bildeten Insektensammlungen ebenso wie Naturaliensammlungen anderer Wissenschaftszweige eine wichtige Grundlage wissenschaftlicher Arbeit als Dokumentations- und Vergleichsinstrument. Bedeutende Biologen, wie die Evolutionsbiologen Charles Darwin und Alfred Russel Wallace waren „leidenschaftliche Käfersammler“. Diese Bedeutung besteht bis heute, besonders wichtig zur Fundierung der Nomenklatur ist die Anlage und Betreuung von Typensammlungen. Zunehmende Bedeutung haben Sammlungen auch in der Erforschung der Biodiversität, der Auswirkungen des Klimawandels oder für angewandte Fragen, wie die Identifizierung von Pathogenen und Schädlingen und ihre Herkunft. Ein weiteres Feld mit zunehmender Bedeutung ist die Bereitstellung von Referenzobjekten für DNA-Tests, zum Beispiel als Basis für DNA Barcoding.
Daneben wird und wurde das Insektensammeln auch als Hobby betrieben. Für viele Naturforscher war bis in die erste Hälfte des 20. Jahrhunderts das Anlegen einer Insektensammlung eine sehr verbreitete, wichtige Vorstufe zur wissenschaftlichen Entomologie. Auch kulturgeschichtlich war es ein populäres Hobby zahlreicher naturbegeisterter Menschen aller Altersstufen und Länder, das in Literatur, Musik und Film Spuren hinterlassen hat. Am beliebtesten war das Anlegen einer Schmetterlingssammlung, die sich aber meist auf die Tagfalter beschränkte, gefolgt von der Beschäftigung mit den Käfern.
Mit dem Weltkrieg, danach wirtschaftlicher Not und nachfolgender übermächtiger Konkurrenz leichter konsumierbarer Medienunterhaltung brach die Basis für das noch zu Jugendzeiten Georges Brassens („La chasse aux papillons“/Die Schmetterlingsjagd, mehrdeutig) beliebte „Steckenpferd“ bürgerlicher Kinder und Jugendlicher weitgehend weg. Dabei blieben nur jene, denen es zur Sammler-Obsession geworden war, so etwa der Schriftsteller Ernst Jünger.
Es gibt aber auch heute noch Amateur-Entomologen, die weiterhin Sammlungen anlegen. Diese stellen in der Regel keine Bedrohung der gesammelten Arten dar, sondern sind im Gegenteil wichtige Datenquellen für ihre Erhaltung. Die meisten Sammler sind in Naturforschenden Gesellschaften oder entomologischen Vereinen organisiert. Auch für die Datenerfassungen im Rahmen behördlicher Gutachten sind Sammlungen üblich, nicht nur als Vergleichsbasis für den Bearbeiter, sondern auch, um Belegexemplare zu sichern, die im Zweifelsfall die Richtigkeit der Bestimmung absichern müssen. Für die Anlage einer Sammlung, die auch gesetzlich geschützte Arten umfasst, ist aber ggf. eine behördliche Erlaubnis einzuholen.
In naturkundlichen Museen sollen historische Insektensammlungen Wissenschafts- und Naturgeschichte wachhalten.

## Literatur

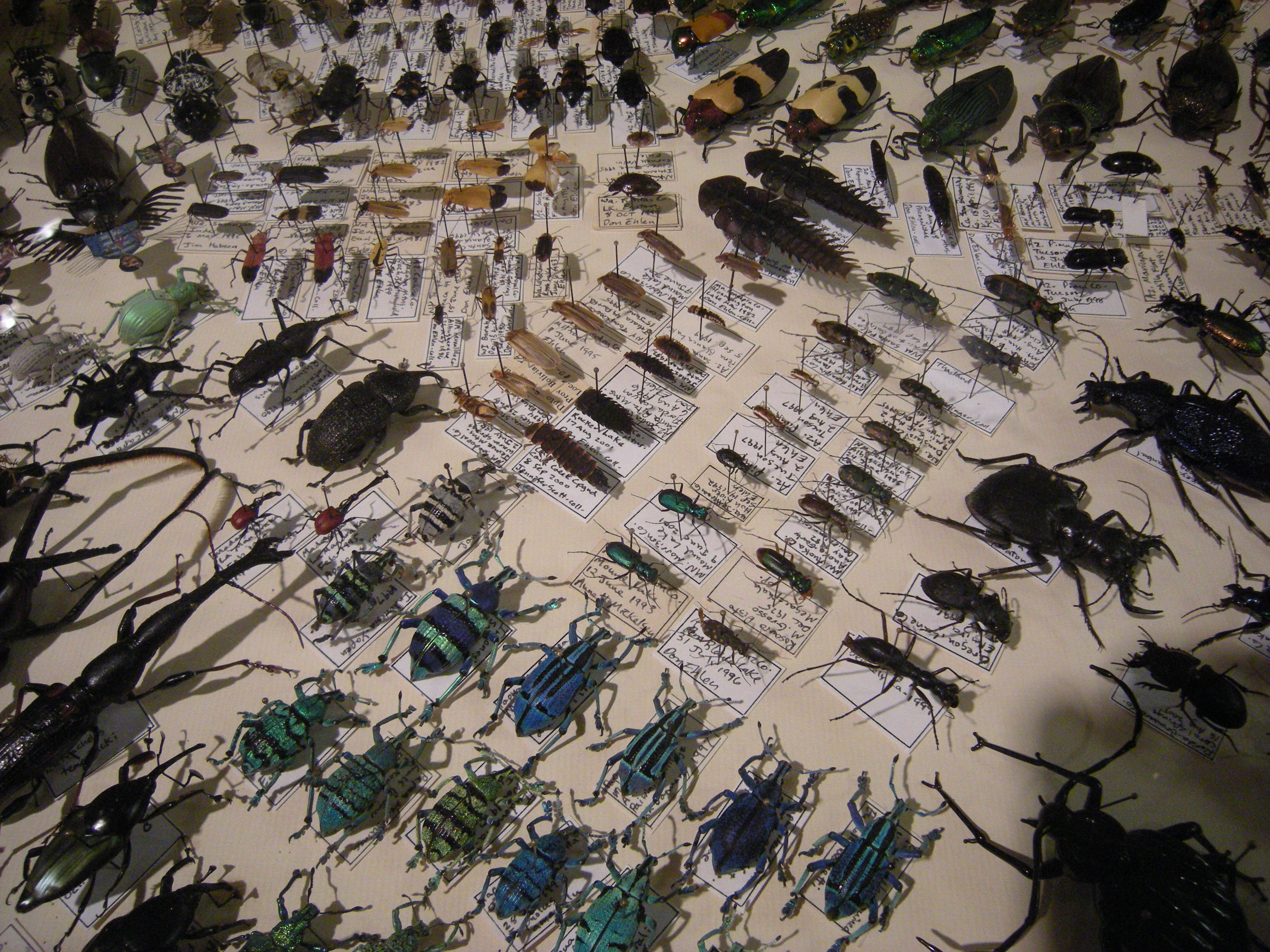
“Insekten Safari Sammlung” von Don Ehlen